# Iulian Filipescu
Iulian Sebastian Filipescu (n. 29 martie 1974, Slatina, Olt, România) este un fost fotbalist român.
În martie 2008 a fost decorat cu Ordinul „Meritul Sportiv” clasa a III-a, pentru rezultatele obținute la campionatele europene și mondiale din perioada 1990-2000 și pentru întreaga activitate.

## Cariera de jucător
Și-a început cariera în 1991 la Faur București pe post de fundaș. Din 1992 până în 1997 a fost în lotul Stelei, jucând în 112 meciuri pentru care a înscris 8 goluri.
În 1997 a plecat la Galatasaray Istanbul unde a jucat în 59 de meciuri și a înscris 5 goluri. Din 1999 până în 2003 a evoluat în Spania la Real Betis, pentru care a jucat în 127 de meciuri, marcând 8 goluri. În 2003 s-a transferat la FC Zürich unde a jucat până în 2006. Din 2006 până în 2008 a fost în lotul echipei MSV Duisburg din Germania.
Pentru echipa națională a României a jucat în 52 de meciuri și a înscris un gol în perioada 1996 - 2003.

## Titluri
- Steaua București
  - Divizia A: 1992–93, 1993–94, 1994–95, 1995–96, 1996–97
  - Cupa României: 1995-96
  - Supercupa României: 1993–94, 1994–95

- Galatasaray SK
  - Turkcell Süper Lig: 1997–98, 1998–99
  - Cupa Turciei: 1998-99

- FC Zürich
  - Superliga Axpo: 2005-06
  - Cupa Elveției: 2005